# エリザベス・ウェットローファー
エリザベス・トレイシー・メイ・ウェットローファー（旧姓 エリザベス・メイ・パーカー、1967年6月10日 - ）は、有罪判決を受けたカナダの元正看護師で連続殺人犯、ヘルスケア・シリアルキラーである。2007年から2016年にかけての、8人の高齢者殺害、6人の殺害未遂を自白した。彼女はカナダの歴史の中で最悪の連続殺人犯の一人である。

## 幼少期と教育
ウェットローファーはオンタリオ州 ウッドストックの厳格なバプテスト派の家庭に生まれ育った。彼女はロンドンバプテストバイブル・カレッジで宗教教育の学位を取得した後、コネストーガ大学で看護学を学んだ。

## 殺人と暴行
彼女がウッドストックの介護施設であるカレッサン・ケア（Caressant Care）で正看護師として働いていた時、一部の患者にインスリンのを注射するようになった。その量は必ずしも致死量に達するものではなかった。この期間の事件は自白し、のちに傷害と殺人未遂で告発されている。
ウェットローファーの最初の襲撃は2007年6月25日から12月31日の間に発生した。のちの告白によると彼女は、87歳と88歳の姉妹にインスリンを注射した。二人はのちに亡くなり、ウェットローファーと関連付けて考えられることはなかった。この件では2件の傷害罪として認めている。
直接的な死因となる量のインスリンを患者に注射したのは、2007年8月11日、第二次世界大戦の退役軍人で6人の親のである84歳を殺害したときである。
2014年3月までに、ウェットローファーは以下の患者をカレッサン・ケアで殺害した。
- マウリス・グラナット（通称モー）（84）
- グラディス・ミラード（87）
- ヘレンマセソン（95）
- メアリー・ズラウィンスキー（96）
- ヘレン・ヤング（90）
- モーリーン・ピカリング（79）

カレッサン・ケアにいる間、ウェットローファーはミカエル・プリドル（63）とウェイン・ヘッジズ（57）も「殺害を意図して」インスリンを注入した。彼女はこれらの事件で殺人未遂の2つの事件を自白した。彼女は2014年にカレッサン・ケアに退職した後も、他の施設や患者の家でのアルバイトで、さらに3人の人々にインスリンを注射している。
- オンタリオ州ロンドンのメドウ・パーク（Meadow Park）施設でArpad Horvath（75）を殺害
- サンドラ・タウラー（ Sandra Towler）（77）を殺害するつもりでオンタリオ州パリの老人ホームで注射
- オンタリオ州インガーソルの私邸で、「殺害を意図して」ビバリー・バートラム（68）に注射

## 告白、逮捕、そして有罪判決
2016年9月16日、ウェットローファーは、薬物中毒リハビリプログラムのために入院していた精神病院にて、これまでの患者の殺害や殺害未遂をスタッフに告白した。スタッフはオンタリオ大学看護学部とトロント警察に通報した。それから彼女は「意図的に患者に害を加えていて、今警察の捜査を受けているため」登録看護師としての資格を放棄したい旨、個人的に電子メールを送っていた。病院のスタッフに4ページの手書きの告白文書をファックスした。
ウェットローファーはこの病院で告白する前から何度も、自分が患者を殺害していることを告白していたが、告白を受けた弁護士は誰にも言わないようにと助言し警察にも通報しなかった。
警察において2時間の事情聴取と供述をした後、ウェットローファーは10月25日に正式に8人の殺人で起訴された。さらなる捜査により、彼女はまた、4件の殺人未遂と2件の傷害で2017年1月13日に起訴された。彼女は予備審問の権利を放棄し、2017年6月1日にすべての容疑を法廷で告白した。2017年6月26日、ウェットローファーは25年間の仮釈放の可能性がない8件の終身刑を宣告された。
彼女の告白の中で、自分は「善と悪の違いを知っていた」と認めつつ「衝動」によって自分で自分をコントロールできなかったとし、「神だか悪魔だか何でも良いけど、私にそれをさせたがったの」と述べた。殺人の後、彼女は「衝動を感じた。そして自分の笑い声が聞こえたの。それは…まるで地獄からの地響きのようだった」と述べた。彼女は警察に対し、なんとか殺害をやめようとしていたと供述し、友人や別れた以前パートナー、さらには牧師にも殺害について話していたが、誰も真剣に受け止めなかったという。

## 政府および規制機関からの対応

### 州政府
州政府は、判決が下った日に、今回の事件について公の調査を開始すると発表した。2017年、進捗が見えない中、野党から批判が起きた。
2017年8月1日、州政府によって公開調査が発足した。この調査では、犠牲者の死亡状況の調査、遺族や地域コミュニティへの聞き取り、彼女が働き続けることができてしまったことで法的な抜け穴などがなかったか、などが含まれる。調査の主任調査官は「ウェットローファー本人から首相まで誰でも召喚して証言してもらう」可能性があると述べた。

### オンタリオ看護大学
ウェットローファーは、2017年7月25日にオンタリオ大学看護学部によって招集された懲戒委員会によって職業上の違法行為で起訴された。たとえ彼女が既に刑事裁判で有罪と判決され、自発的に彼女の看護師免許を放棄していたとしても、正式には聴聞会を招集しなければ免許をはく奪することはできないからだった。ウェットローファーは審問に参加することを辞退し、彼女の刑事裁判からの法廷文書と彼女の以前の告白に基づいて有罪と判決された。彼女の行為は懲戒委員会によって「侮辱的で不名誉」とみなされ、彼女の看護登録は無期限に正式に取り消され、再びオンタリオ州で看護師として働くことが禁じられた。ウェットローファーの訴訟を聞いた5人の懲戒委員会の議長は、「この委員会がこれまでに考えた中で最も悪質で不名誉な行動」であると述べた。